# Ivan Josović
Ivan Josović (in serbo Иван Јосовић?; Ivanjica, 27 dicembre 1989) è un calciatore serbo, difensore dello Sloven Ruma.

## Carriera
Ha giocato nella massima serie dei campionati serbo ed uzbeko.